# Hrodna
Hrodna (belarusiska: Гродна), officiellt även ryska Grodno, är en stad i västra Belarus vid floden Njemen med ungefär 365 610 invånare (2016). Orten är huvudort i Hrodna voblast och i distriktet Hrodzenski rajon (men staden själv ligger inte i distriktet).
Stadens äldsta byggnad är S:t Boris och Glebs kyrka, som uppfördes före 1183.

## Historia
Hrodna är en gammal stad som grundades i Kievriket och omtalades i Ipatiev krönika år 1128. Under stora nordiska kriget belägrades den av svenskarna år 1706. Polska riksdagen undertecknade där 1793 beslutet om Polens andra delning, och där nedlade Polens siste konung, Stanislaus August den 25 november 1795 sin krona.
Under Ryska imperiet var Grodno huvudstad i guvernementet Grodno och hade 46 919 invånare år 1897, varav en majoritet var polacker. Staden var belägen inom det judiska bosättningsområdet i Kejsardömet Ryssland och omkring hälften av stadens befolkning var Ashkenaziska judar. Under första världskriget var staden en viktig rysk befästning, som intogs av Tyskland den 2 september 1915.
Staden tillhörde den Andra polska republiken från 1921 till 1939, men under Polsk-sovjetiska kriget 1939 införlivades Hrodna med Vitryska SSR. Under andra världskriget, och särskilt under den tyska ockupationen 23 juni 1941 till juli 1944 skickades i stort sett alla judar i staden till de tyska koncentrationslägren. Efter andra världskriget tvångsförflyttades stadens polska befolkningsmajoritet till Folkrepubliken Polen.

## Utbildning
Hrodna har en för Belarus viktig medicinsk högskola(en). Andra betydelsefulla utbildningscentrum är Janka Kupalas statliga universitet(en), som är det största universitetet i provinsen, uppkallat efter författaren Janka Kupała, och jordbrukshögskolan(en).

## Sport
- FK Neman (fotbollsklubb);
- Neman stadion, (kapacitet: 8.479)

## Kända personer från Hrodna
- Stefan Batory (kung av Polen och furste av Transsylvanien, dog i Grodno)
- Kasimir IV (kung av Polen mm)
- Stanisław II August Poniatowski (Polens sista kung]
- Olga Korbut (gymnast som vann guld i OS 1972 och 1976)
- Moisej Ostrogorskij(en) (statsvetare, historiker, jurist och sociolog)
- Valery Levaneuski(en) (entreprenör, politiker, före detta politisk fånge)
- Eitan Livni (israelisk politiker)
- Meyer Lansky (centralfigur i judiska och italienska maffian)
- Solomon Perel(en) (en tysk jude)